# François Roger
Pour les articles homonymes, voir Jean-François Roger.
Pour les personnes ayant le même patronyme, voir Roger.
François Roger, né le 17 avril 1776 à Langres et mort le 1er mars 1842 à Paris, est un homme politique et auteur dramatique français.

## Biographie
François Roger est incarcéré en 1792 comme suspect pendant dix-sept mois avec une partie de sa famille pour avoir chanté des chants royalistes.
Rendu à la liberté après la chute de Robespierre, il revient, à la fin de 1795, dans la capitale, et il s’y fixe. Un homme de lettres lui indique une idée de comédie, qu’il versifie en quinze jours. Ce petit acte intitulé L'Épreuve délicate, est représenté, le 13 janvier 1798, au Théâtre de la rue Feydeau, après avoir été lue et refusée au théâtre Louvois. Le 11 avril 1799, La Dupe de soi-même, comédie en trois actes, est jouée avec succès aussi, ainsi que La Jolie Bagatelle de Caroline ou le Tableau le 4 octobre 1800.
François Roger passe, après le succès de Caroline, dans la division de l’Instruction publique, dirigée par Antoine-Vincent Arnault, qui s’occupe alors activement de mettre les lycées au pas. Adjoint à une commission chargée d’examiner les livres destinés aux élèves, et d’en rédiger de nouveaux, il publie successivement, un choix des Fables de La Fontaine, une nouvelle édition de L’Appendix de Dits du père Jouvency, et un volume intitulé Théâtre classique, contenant Esther, Athalie, Polyeucte et le Misanthrope, avec un commentaire et des notices, pour l’usage des lycées.
En 1804, appelé à l’administration. des Droits Réunis, il fait engager des centaines de royalistes. Encouragé à reprendre sa carrière dramatique suspendue depuis plusieurs années, il donne, le 12 mars 1806, L’Avocat, dont le sujet est emprunté à L’Awocato veneziano de Goldoni. Cette pièce a connu un grand succès partout en France.
En 1809, il est appelé par Louis de Fontanes au conseil de l’Université. La même année, il donne, avec Creuzé de Lesser, une comédie en trois actes et en prose, La Revanche. Conseiller général de la Haute-Marne, il est député de ce département de 1807 à 1812 au Corps Législatif. Destitué aux Cent-Jours, il réintègre ensuite l'administration, comme secrétaire général des Postes en 1815. En 1814, il accueille avec joie le retour des Bourbons et continue de représenter le même département, pendant plusieurs sessions, siégeant constamment à droite. Le 28 août 1817, il est élu à l'Académie française, et reçu le 30 novembre suivant par le duc de Lévis. Le roi dit au nouvel académicien : « Vous aviez, Monsieur, un trop bon avocat pour ne pas gagner votre cause ». C'est à cette époque que sont jouées, dans son salon, les petites pièces écrites par Théodore Leclercq, ultérieurement publiées sous le titre de Proverbes. La Société des Bonnes Lettres a également beaucoup de dû à sa coopération.
Il a également écrit quelques poésies légères, et donné une traduction en vers du début des Histoires de Tacite, allusion à la France sous le Directoire, lu publiquement, dans une séance littéraire, peu du temps après le coup d'État du 18 fructidor an V.  Élu député de la Corse en juillet 1830, il est destitué quatre mois plus tard après la Révolution de Juillet. Réduit, dès lors, à une position modeste, il se retire alors de la vie politique pour se consacrer à ses occupations littéraires. En 1833, il publie par souscription ses Œuvres diverses  formant deux volumes in-8º. Il fut l'un des compagnons du "Déjeuner de la fourchette".
Mort le 1er mars 1842 à Paris, il est inhumé au cimetière du Père-Lachaise.

## Œuvres

### Théâtre
- La Dupe de soi-même, comédie en 3 actes et en vers, Paris, les Comédiens français, 22 germinal an VII (11 avril 1799).
- Le Valet de deux maîtres, opéra-comique en 1 acte en prose, Paris, Théâtre de la rue Feydeau, 12 brumaire an VIII (3 novembre 1799).
- L'Épreuve délicate, comédie en 1 acte, en vers, Paris, les Comédiens français, 24 nivôse an VI (13 janvier 1798).
- Arioste gouverneur, ou le Triomphe du génie, comédie en 1 acte, mêlée de vaudevilles, Paris, Vaudeville, 24 ventôse an VIII (15 mars 1800).
- Caroline, ou le Tableau, comédie en 1 acte, en vers, Paris, les Comédiens français, 12 vendémiaire an IX (4 octobre 1800).
- L'Avocat, comédie en 3 actes, en vers, Paris, Théâtre-Français, 12 mars 1806.
- La Revanche, comédie en 3 actes et en prose, Paris, Théâtre-Français, 15 juillet 1809.
- Le Billet de loterie, comédie en 1 acte, mêlée d'ariettes, Paris, Opéra-Comique, 14 septembre 1811.
- Le Nouveau Seigneur du village, opéra-comique en 1 acte, Paris, Opéra-Comique, 29 juin 1813.
- L'Amant et le Mari, opéra comique en 2 actes, Paris, Opéra-Comique, 8 juin 1820.
- Marie Stuart en Écosse, ou le Château de Douglas, drame lyrique en 3 actes et en prose, Paris, Opéra-Comique, 30 août 1823.

### Autres
- Théâtre classique, ou Esther, Athalie, Polyeucte et le Misanthrope commentés, ouvrage prescrit et adopté par la commission des livres classiques pour l'enseignement des lycées et des écoles secondaires, 1807
- Vie privée, politique et militaire du Prince Henri de Prusse, frère de Frédéric II, 1809
- Cours de poésie sacrée, par le docteur Lowth, traduit pour la première fois du latin en français par F. Roger, 1813
- Œuvres diverses de M. Roger, publiées par M. Charles Nodier, 1835